# Dominick Zator
Dominick Lukasz Zator (ur. 18 września 1994 w Calgary) – kanadyjski piłkarz polskiego pochodzenia, występujący na pozycji środkowego lub prawego obrońcy w Arce Gdynia oraz reprezentacji Kanady.

## Kariera klubowa
Zator rozpoczął karierę w Calgary Dinos, drużynie Uniwersytetu w Calgary. W latach 2015–2016 grał w Calgary Foothills FC, zespole rywalizującym w Premier Development League. W 2017 był zawodnikiem Whitecaps FC 2, czyli rezerw Vancouver Whitecaps FC, a w 2018 ponownie występował w Calgary Foothills FC.
W 2019 przeszedł do Cavalry FC, zespołu Canadian Premier League. W nowej lidze zadebiutował 4 maja 2019 w wygranym 2:1 meczu z York United FC. W sezonie 2019 zagrał w obu meczach przegranego finału play-off o mistrzostwo Canadian Soccer League.
1 lutego 2021 podpisał kontrakt z zespołem ligowego rywala, York United FC. Następnego dnia został wypożyczony do szwedzkiego Vasalunds IF, grającego w Superettan. W lidze tej wystąpił pięć razy, a 1 czerwca 2021 wrócił do Yorku. 
W grudniu 2022 podpisał kontrakt z Koroną Kielce. W Ekstraklasie swój pierwszy mecz rozegrał 29 stycznia 2023 przeciwko Legii Warszawa (2:3).
23 czerwca 2025 podpisał kontrakt z Arką Gdynia.

## Kariera reprezentacyjna
W reprezentacji Kanady zadebiutował 28 czerwca 2023 w zremisowanym 2:2 meczu Złotego Pucharu CONCACAF z Gwadelupą. Podczas tamtego turnieju zagrał jeszcze w pojedynku z Kubą (4:2), Kanada zaś odpadła z rozgrywek w ćwierćfinale.

## Życie prywatne
Jest synem emigrantów z Polski, którzy pod koniec lat 80. XX wieku osiedlili się w Kanadzie i tam też się poznali. Jego ojciec pochodzi z Niemodlina, a matka z Otwocka.